# 雷沙迪耶
雷沙迪耶是土耳其的城鎮，位於該國北部，由托卡特省負責管轄，毗鄰多安謝希爾，面積1.16平方公里，該鎮在1939年12月26日晚發生的地震波及，2011年人口8,730。
40°23′29″N 37°20′18″E / 40.39139°N 37.33833°E